# سالتیک (صندوق‌لی)
سالتیک (به ترکی استانبولی: Saltık) یک منطقهٔ مسکونی در ترکیه است که در صندوق‌لی واقع شده‌است.